# ورزشگاه المپیک الکوت
ورزشگاه المپیک الکوت (به عربی: ملعب الکوت الأولمبی) یک ورزشگاه در عراق است که در کوت، عراق واقع شده‌است.